# Worms Armageddon
Worms Armageddon — покрокова стратегічна відеогра, розроблена британською студією Team17 і випущена в 1999 році MicroProse. Worms Armageddon — це третя гра у серії Worms. Спочатку вона була випущена для операційної системи Microsoft Windows, пізніше — для PlayStation, Dreamcast, Nintendo 64 та Game Boy Color.
У Worms Armageddon гравець керує командою до восьми черв'яків, якій дано завдання перемогти команду суперника. Для досягнення цієї мети гравці мають у своєму розпорядженні широкий спектр зброї. Гра відбувається на двовимірній мапі, яка піддається руйнуванню. Гра характеризується специфічним гумором та мультиплікаційною графікою.
Worms Armageddon була позитивно сприйнята критиками, вони високо оцінили вишуканий геймплей та стилізовану графіку. Однак, розкритикували незначні зміни порівняно з попередніми частинами серії. Провідний дизайнер Worms Armageddon, Енді Девідсон, вважав її кульмінацією серії та покинув Team17 після виходу гри. Гру «Worms 2: Armageddon» 2009 року було названо на честь Worms Armageddon, хоч вона і не є її прямою спадкоємицею.

## Ігровий процес
Worms Armageddon — це стратегічна покрокова гра на двовимірних мапах, що полягає у боротьбі між двома або більше командами з кількох озброєних черв'яків. Worms Armageddon виконано в мультиплікаційному стилі, гра має специфічний, сюрреалістичний гумор .
Залежно від налаштувань, гравці починають гру на довільно сформованій або попередньо вибраній мапі. Розташування черв'яків на ній навмання вибирається комп'ютером або визначається гравцями. Гравці ходять по черзі. Під час ходу черв’як може переміщуватися та користуватися інструментом (наприклад, альпіністською мотузкою для полегшення руху), наявним в інвентарі. Хід закінчується після використання зброї або коли спливає час ходу. У розпорядженні гравця широкий спектр зброї — від базук, рушниць та гранат до нетрадиційної зброї (наприклад, вівці, бананової бомби, бабці або скунса). Кожна зброя використовується по-різному. Наприклад, на політ снаряда з базуки впливають кут підйому ствола, сила пострілу, швидкість та напрямок вітру, а, скажімо, для успіху авіанальоту потрібно, щоб ворог стояв просто неба. Правильне використання зброї спричиняє руйнування території та зменшення кількості пунктів здоров'я у черв'яків, після повної втрати яких вони гинуть. Черв'як також гине після падіння у воду.
Порівняно з попередньою частиною серії, Worms 2, були введені нові види зброї, такі як вогнемет, ядерне випробування, яке отруює ворожих бійців, та Армагеддон, який полягає у бомбардуванні карти метеорними шквалом. До ящиків із аптечками та зброєю, які падають на мапу, були додані ящики спеціального призначення: ракетний рюкзак для полегшення пересування по карті; ящик, який прискорює рухи черв'яка; ящик, що зменшує силу тяжіння; а також лазерний приціл, що полегшує націлювання при використанні традиційної вогнепальної зброї. Крім того, максимальна роздільна здатність екрану збільшена до 1024 × 768.
Пропонується грати як з комп'ютером, так і з іншим гравцем. У випадку однокористувацької кампанії, розширеної порівняно з Worms 2, гра розблоковує місії лише після того, як гравець виконає основні навчальні завдання, наприклад, знищить певну кількість цілей за відведений час. Потім гравець має вирішити ряд головоломок, за що отримує медаль. Крім того, гравець може розігрувати швидкі битви з комп'ютером та зіграти у режимі deathmatch, в якому потрібно перемагати все сильніших та сильніших ворогів. Багатокористувацька гра може проводитися на одному комп'ютері, в локальній мережі або на сервері WormNET. Господар матчу має можливість вільно змінювати правила перед початком гри, а також може використовувати альбомний редактор для створення власних карт.

## Розробка
Worms Armageddon продюсувала британська студія Team17. Спочатку він мав бути лише доповненням до гри Worms 2, але в процесі розробки він став самостійним проєктом. Team17 офіційно оголосила про роботу над грою 16 жовтня 1998 р., коли вже підготувала сервер WormNET для багатокористувацької гри. Розробники присвятили більшу частину своєї уваги побудові серверів для онлайн-ігор. Головним дизайнером Worms Armageddon був Енді Девідсон, відповідальний за виробництво попередніх частин серії; після виходу гри він покинув Team17 через незадоволення поспіхом студії з публікацією Armageddon, яка, на думку Енді, мала стати кульмінацією серії.
Worms Armageddon було видано на декількох ігрових платформах. Прем'єра відбулася 31 травня 1999 року у версії для операційної системи Microsoft Windows. 30 листопада 1999 р. вийшли видання гри для консолей PlayStation та Dreamcast, а у 2000 р. — версії Game Boy Color та Nintendo 64.
Worms Armageddon все ще підтримується студією, незважаючи на вік гри. Стали доступними режими роздільної здатності відповідно до максимально можливої для апаратного забезпечення комп'ютера гравця; також була представлена сумісність гри з Windows XP, Windows Vista, Windows 7 і Windows 10. Останнє оновлення вийшло в липні 2020 року і має версію 3.8.

## Оцінки й відгуки
Worms Armageddon здобула позитивні відгуки ігрових критиків. Редактор порталу GameSpot Грег Касавін оцінив її як легку гру, придатну для гравців різного віку . Том Чік з журналу «GamePro» охарактеризував Worms Armageddon, як хорошу гру для розваги.
Рецензенти позитивно оцінили ігрову механіку. Метью Пірс з британського «PC Gamer» оцінив той факт, що режим однокористувацької гри було допрацьовано, і зазначив, що штучний інтелект у грі значно покращений порівняно з Worms 2. Портал IGN також вважав цей режим допрацьованішим, ніж у попередніх частинах серії, але більше уваги приділив багатокористувацькій грі, якою серія славилася. Касавін був у захваті від зображень, вихваляючи вишукану анімацію черв'яків та сюрреалістичний вигляд пейзажу; він також оцінив «витончену» модель фізики в грі.
Критика була зосереджена на незначних змінах у порівнянні з попередньою грою серії. Сінді Банус із журналу «Computer Games Magazine» сказала, що відсутність інновацій корисна для гри, але побачила певну одноманітність у Worms Armageddon. Лукаш Бонцол з журналу «CD-Action» не знайшов істотних поліпшень в графічному дизайні — окрім підвищеної роздільної здатності, що, на його думку, ускладнило ігровий процес . Чік дійшов висновку, що Worms Armageddon більше схожа на пак розширень, ніж на окрему гру.
Worms Armageddon посіла 57-ме місце у рейтингу найкращих відеоігор журналу «CD-Action» 2006 року. В обґрунтування редактор журналу Мацей Куц вказав на те, що ця гра принесла пік популярності серії Worms, після чого серія почала регресувати. У 2011 році Смітсонівський музей американського мистецтва розмістив Worms Armageddon на виставці «Мистецтво відеоігор», представивши найвидатніші в художньому плані роботи галузі інтерактивних розваг.